# Bechererita
La bechererita és un mineral de la classe dels sulfats. Anomenada així en honor del Dr. Karl Becherer, mineralogista a la Universitat de Viena (Àustria).

## Classificació
Segons la classificació de Nickel-Strunz, la bechererita pertany a «07.D - Sulfats (selenats, etc.) amb anions addicionals, amb H₂O, amb cations de mida mitjana només; plans d'octaedres que comparteixen vores» juntament amb els següents minerals: felsőbanyaïta, langita, posnjakita, wroewolfeïta, spangolita, ktenasita, christelita, campigliaïta, devil·lina, ortoserpierita, serpierita, niedermayrita, edwardsita, carrboydita, glaucocerinita, honessita, hidrohonessita, motukoreaita, mountkeithita, shigaïta, wermlandita, woodwardita, zincaluminita, hidrowoodwardita, zincowoodwardita, natroglaucocerinita, nikischerita, lawsonbauerita, torreyita, mooreïta, namuwita, ramsbeckita, vonbezingita, redgillita, calcoalumita, nickelalumita, kyrgyzstanita, guarinoïta, schulenbergita, theresemagnanita, UM1992-30-SO:CCuHZn i montetrisaïta.

## Característiques
La bechererita és un sulfat de fórmula química (Zn,Cu)₆Zn₂(SO₄,HSiO₄)₂(OH)₁₂. Cristal·litza en el sistema trigonal. La seva duresa a l'escala de Mohs és 2 a 3. Forma piràmides trigonals elongades.

## Formació i jaciments
Es forma com a producte d'alteració en dipòsits de coure i zinc. S'ha descrit a Austràlia, Àustria, Alemanya, Itàlia, Romania, Regne Unit i els Estats Units.